# 6458 Nouda
6458 Nouda este un asteroid din centura principală de asteroizi.

## Descriere
6458 Nouda este un asteroid din centura principală de asteroizi. A fost descoperit pe 2 octombrie 1992 la Geisei de Tsutomu Seki. El prezintă o orbită caracterizată de o semiaxă mare de 2,55 ua, o excentricitate de 0,15 și o înclinație de 14,9° în raport cu ecliptica.